# Wykwit
Wykwit (łac. exanthema) – w dermatologii: zmiana skórna, na podstawie której można ustalić rozpoznanie; są zasadniczym elementem obrazu klinicznego chorób dermatologicznych. Mimo różnorodności objawów skórnych można je podzielić na podstawie cech morfologicznych na kilkanaście podstawowych typów. 

Wyróżniamy wykwity pierwotne (łac. efflorescentiae primariae) i wtórne (efflorescentiae secundariae). Wykwity pierwotne pojawiają się w początkowym okresie ujawnienia się zmian chorobowych na skórze. Wykwity wtórne stanowią zejście wykwitów pierwotnych i są obecne w okresie dalszego przebiegu lub ustępowania choroby. 

Przy opisie wykwitów zwraca się uwagę na takie ich cechy, jak: wielkość, kształt, postać, barwę, powierzchnię, ograniczenie umiejscowienia, ilość, towarzyszące objawy podmiotowe (ból, świąd), ewolucję i zejście. 

## Wykwity pierwotne
- Plama (łac. macula)
- Grudka (łac. papula)
- Krosta (łac. pustula)
- Cysta (łac. cystis)
- Guz (łac. nodus, tumor, tuber)
- Guzek (łac. nodulus, tuberculum)
- Pęcherzyk (łac. vesicula)
- Pęcherz (łac. bulla)
- Bąbel (łac. urtica)

## Wykwity wtórne
- Łuska (łac. squama)
- Nadżerka (łac. erosio)
- Przeczos (łac. excoriatio)
- Rozpadlina (łac. rhagas)
- Strup (łac. crusta)
- Blaszka (łac. plax, lamella, ang. plaque)
- Owrzodzenie (łac. ulcus)
- Blizna (łac. cicatrix)

## Stany narzucone skóry
Stany chorobowe niedające się pod względem morfologicznym włączyć do wykwitów pierwotnych lub wtórnych:
- Zliszajowacenie (lichenizacja, lichenificatio) – stan wzmożonego pogrubienia poletkowania i szorstkości skóry na tle przewlekłych stanów zapalnych np. charakterystyczny dla atopowego zapalenia skóry
- Spryszczenie – powstanie ognisk o typie w obrębie innych ognisk chorobowych
- Łuszczycowatość
- Zliszajcowacenie (impetiginizacja, impetiginisatio) wtórne zakażenie wykwitów – charakterystyczne żółto-miodowe miękkie strupy